# Airaphilus chotanicus
Airaphilus chotanicus is een keversoort uit de familie spitshalskevers (Silvanidae). De wetenschappelijke naam van de soort werd in 1898 gepubliceerd door Andrej Petrovitsj Semjonov-Tjan-Sjanski.